# Paul von Lieven

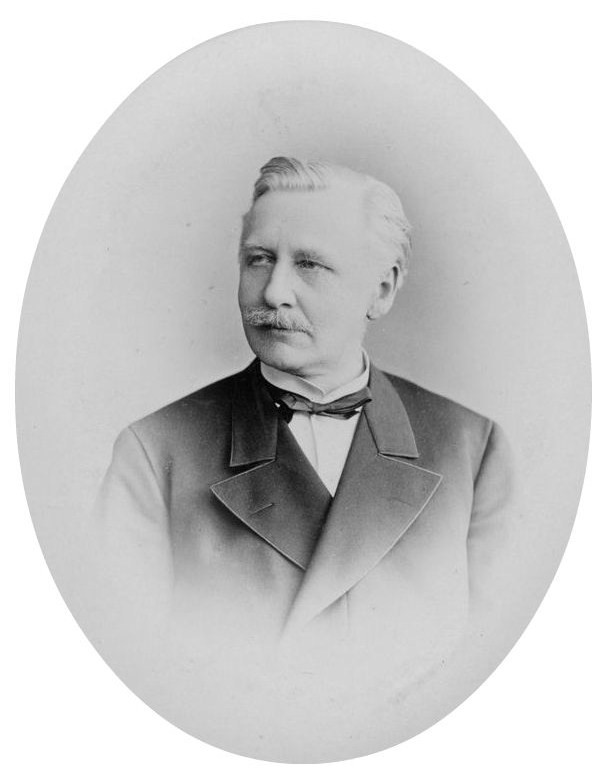
Paul von Lieven (1870er).

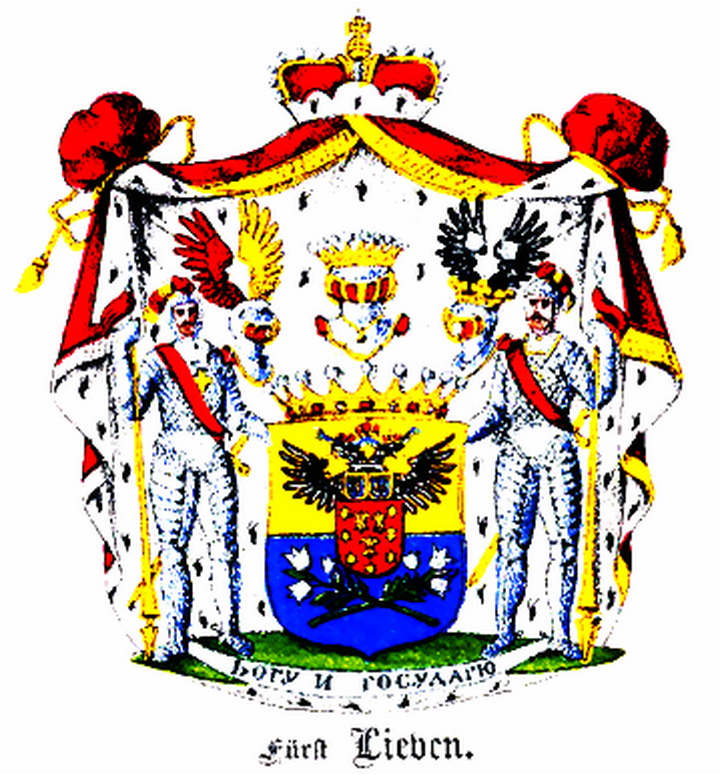
Fürstliches Wappen Lieven.

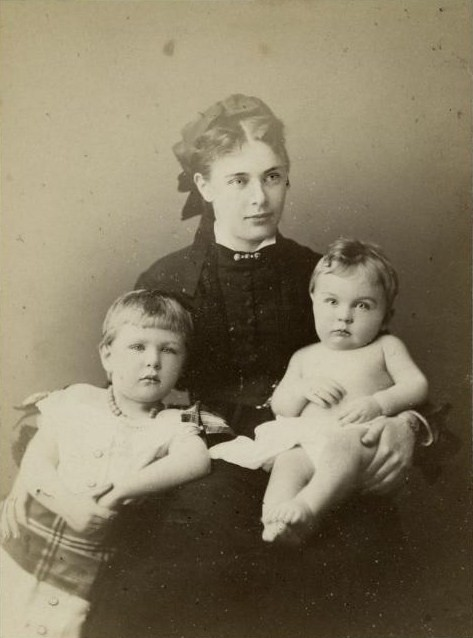
Natalia von Lieven mit zwei ihrer Kinder.

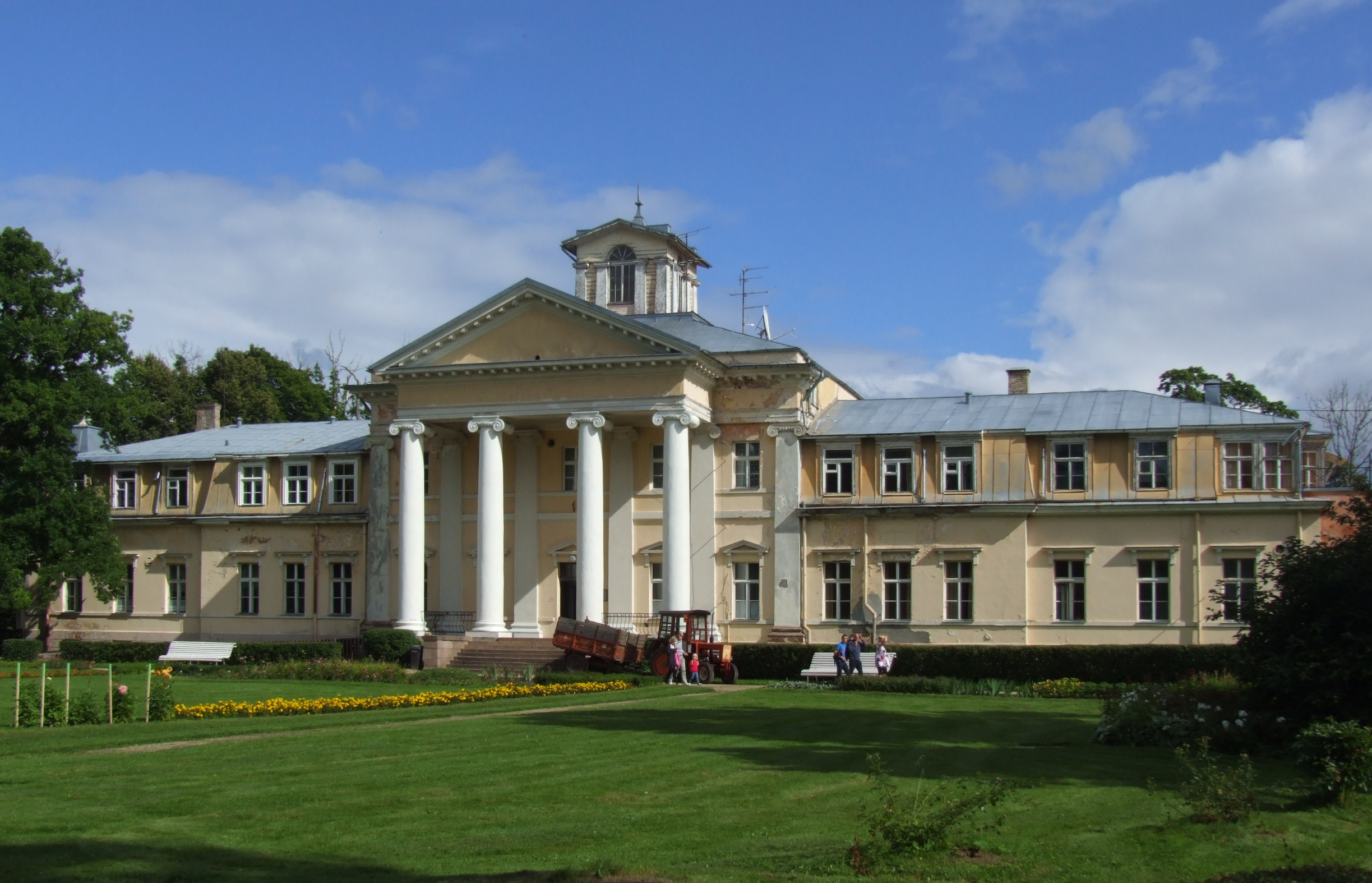
Das 1820 für die Familie Lieven erbaute Schloss Kremon (2011).

Paul Hermann Fürst von Lieven (russisch Павел Иванович Ливен; * 9. Januarjul. / 21. Januar 1821greg. in Kremon; † 7. Juli 1881 in Teplitz) war ein livländischer Landmarschall.

## Leben

### Herkunft und Familie
Paul entstammte dem von Zar Nikolaus I. 1826 gefürsteten Zweig des baltischen Adelsgeschlechts von Lieven. Seine Eltern waren der russische Generalleutnant Johann von Lieven (1775–1848) und Marie, geborene von Anrep (1787–1839).
Er vermählte sich 1871 mit Natalie Gräfin von der Pahlen (1842–1920), Hoffräulein der Kaiserin Maria Fjodorowna (1847–1928) und jüngste Tochter des russischen Diplomaten und Geheimrats Friedrich von der Pahlen (1780–1863). Aus der Ehe gingen zwei Söhne und drei Töchter hervor. Darunter der russische Oberst Anatol Pawlowitsch Lieven (1872–1937).

### Werdegang
Lieven studierte in den Jahren 1838 bis 1841 an der Kaiserlichen Universität Dorpat, wobei er 1840 zwei Goldmedaillen erhielt und 1844 Magister war.
Er begleitete nach seinem Studium August Franz von Haxthausen (1792–1866) auf dessen wissenschaftlicher Reise ins Innere Russlands. Seit 1847 fand er im russischen Zivildienst Verwendung und war 1848 Kammerjunker. Von 1849 bis 1855 war er in der 2. Abt. (Kodifikation) der Eigenen Kanzlei Seiner Majestät angestellt und von 1850 bis 1851 war er dem das Gouvernement Kursk revidierenden Senator zugeteilt.
Er war 1855 Kapitän des Landsturms und 1856 Major des Garde-Schützen-Bataillons der kaiserlichen Familie. 1857 avancierte er zum Oberstleutnant und hat 1861 seinen Abschied erhalten.
Von 1861 bis 1862 war er Goldingenscher Kreismarschall. 1862 wurde er Kammerherr und war von 1862 bis 1866 livländischer Landmarschall. Als Führer der liberalen Landtagspartei, setzte er sich für Reformen ein und erreichte 1865, dank einer geheimen Kabinettsorder, die religiöse Bekenntnisfreiheit für die Ostseeprovinzen. In den Jahren 1866 bis 1867 war er livländischer Landrat. Seit 1866 war er Ehrenmitglied der Gesellschaft für Geschichte und Altertumskunde der Ostseeprovinzen Russlands in Riga und von 1866 bis 1876 Kurator des St. Petersburger Lehrbezirks. 1866 avancierte er zum Oberzeremonienmeister des Kaiserlichen Hofes und 1870 zum Geheimrat. Er war Inhaber des Alexander-Newski-Orden, des Orden vom Weißen Adler, des Sankt-Wladimir-Orden II. Klasse, des Stankt-Anna-Orden I. Klasse und des Sankt-Stanislaus-Orden I. Klasse.
Lieven verfügte über einen umfangreichen Güterbesitz. Dazu gehörten seit 1848 Mesothen und seit 1881 das Amt Bauske sowie der Dörper-Memelhof in Kurland, dazu Glebau, Szeimen und Laukesahdsche in Litauen, weiterhin Kremon und Kipsal in Livland, schließlich Meščerskaja und Wlasunowa im Gouvernement Jaroslawl, noch weiterhin Licideewo im Gouvernement Nischni Nowgorod, letztlich Aleksandrowna und Alekseewka im Gouvernement Jekaterinoslaw. Aus seinen drei kurländischen Besitzungen stiftete er 1881 einen Fideikommiss.
Er wurde in Mesothen beigesetzt.